# デレク・リー
デレク・レオン・リー（Derrek Leon Lee, 1975年9月6日 - ）は、アメリカ合衆国カリフォルニア州サクラメント出身の元プロ野球選手。一塁手、右投右打。
父親は日本プロ野球でも活躍したレオン・リー、伯父はレロン・リーである。

## 経歴

### プロ入り前
子供のころは、日本プロ野球ロッテオリオンズ（現：千葉ロッテマリーンズ）等で活躍した父親レオンと一緒に10年ほど日本に住んでいた。東京都世田谷区および神奈川県横浜市のインターナショナル・スクールに通いながら暮らし、ロッテの本拠地・川崎球場で球団関係者と鬼ごっこするなど遊んでいた。その後アメリカ合衆国に戻り、カリフォルニア州サクラメントのEl Camino Fundamental High School に進学。バスケットボールに熱中していたこともあったが、それでも家に帰れば父と一緒に野球の打撃練習をしていたという。

### パドレス時代
1993年のドラフトでサンディエゴ・パドレスから1巡目（全体14位）指名され入団。1995年・1996年と2年連続でパドレス傘下マイナーリーグの最優秀選手に選出された。特に1996年はAA級サザンリーグでも最優秀選手に選出されており、『ベースボール・アメリカ』の有望株ランキングでもアンドリュー・ジョーンズに次ぐ2位となった。
1997年4月28日にフロリダ・マーリンズ戦でメジャーデビューを果たす。同日から5月12日までメジャーに在籍し、その後一旦はマイナーに降格されたが9月2日に再昇格。計22試合に出場し打率.259という成績を残した。

### マーリンズ時代
1997年シーズン終了後の12月、ケビン・ブラウンとのトレードで他2選手と共に、デビュー戦の相手だったフロリダ・マーリンズ（現：マイアミ・マーリンズ）に移籍。以後6年間在籍することとなる。
移籍1年目の1998年は17本塁打・74打点を記録。新人王受賞資格を持つ選手の中では、打点はリーグ2位、本塁打は同3位の好成績だった。続く1999年は試合出場数が70にとどまったが、2000年には158試合に出場して打率.281・28本塁打・70打点を記録した。2002年には球団史上2人目となる全試合出場を達成し、打率.270・27本塁打・86打点という成績を残した。
2003年にはチームの中軸として、自身初となる30本塁打・20盗塁を記録。この年にこれを達成したのは、リーの他にはアルフォンソ・ソリアーノしかいない。マーリンズはワイルドカードとしてポストシーズンに進出し、ワールドシリーズに出場。同シリーズでもヤンキースを4勝2敗で下し、世界一となった。リーはリーグ優勝決定戦で打率.188・OPS.579、ワールドシリーズでは打率.208・OPS.448と不振に陥ったが、自身初の世界一を経験したうえ、シーズン終了後にはゴールドグラブ賞も初めて受賞した。
しかしその後、低予算球団のマーリンズは年俸総額削減のためにリーをトレードでシカゴ・カブスに放出した。リーは移籍直後、カブスと3年総額2,250万ドルという新たな契約を結んだ。

### カブス時代
移籍1年目の2004年は開幕直後からスランプに陥り、3・4月の月間打率が.233と低迷したため「（トレード相手の）崔煕渉のままの方がよかった」という声も出たが、次第に調子を上げて雑音を封じた。シーズン終了時には、本塁打は2年連続で30の大台を上回り、自己最高となる39二塁打・98打点をマークしていた。
2005年は前年から一転して開幕から好調。4月の月間MVPに選出され、4月・6月は4割を上回る月間打率を記録。オールスターにも初めて選出された。最終的には打率.335で首位打者のタイトルを獲得し、二塁打もリーグ最多の50本を記録。シルバースラッガー賞とゴールドグラブ賞を同時受賞した。MVP投票でも3位になった。
2006年3月には、国際大会の第1回ワールド・ベースボール・クラシック（WBC）にアメリカ合衆国代表の一員として出場。2次リーグの日本戦で清水直行から同点の2点本塁打を放つなど、4試合で3本塁打、8打点の活躍を見せた。WBCが終了しMLBレギュラーシーズンも開幕していた4月11日には、この年が最終年になっていた契約を破棄した上で新たに5年総額6,500万ドルの大型契約をカブスと締結している。しかし、その2週間後のロサンゼルス・ドジャース戦でラファエル・ファーカルと衝突し、手首を骨折。長期欠場を余儀なくされ、この年の成績は打率.286・8本塁打・30打点に終わった。
2007年には150試合に出場し、2度目の打率3割を記録するなど復調。オールスターにも2度目の選出を果たすなど活躍した。ただ1番・2番の打者がチャンスメーカーとして機能しなかったため、得点圏打率.364とチャンスでよく打ったにもかかわらず打点は82にとどまっている。
2008年は前年を超える90打点を挙げたが、7月以降は本塁打をわずか5本しか放てず、シーズン通算でも20本に終わった。
2009年は4年ぶりの30本塁打・100打点を記録。OPS.972もリーグ4位と、2005年以来の打撃好調なシーズンとなった。
2010年は5年契約最後の年となる。7月20日の時点で43勝52敗と負け越していたカブスはリーのトレード交渉を進めた。結果、ケンドリー・モラレスを故障で欠き一塁手の補強を目指していたロサンゼルス・エンゼルス・オブ・アナハイムとカブスとの間でトレードが合意に達する。ところがこれをリーが承諾しなかったため、トレードは成立せずに終わった。エンゼルスへの移籍を断った理由についてリーは「家族も僕もシカゴの街が気に入ってるし、チームメイトにも恵まれてるから」と説明した。

### ブレーブス時代
カブスは他球団との交渉を継続させ、2010年8月18日に今度はマイナー3投手との交換でアトランタ・ブレーブスと取引成立。今度はリーも「シーズンが残り6週間の時点でブレーブスは（ナショナルリーグ東地区）首位にいる。彼らのプレイぶりは素晴らしい」と移籍を受け入れた。
ブレーブスでは39試合で打率.287・OPS.849と、カブスにいた時より打撃成績を向上させた。チームは順位を1つ落としたが、ワイルドカードで5年ぶりのポストシーズン進出を決める。だがサンフランシスコ・ジャイアンツとの地区シリーズに1勝3敗で敗れ、ワールドシリーズまで進むことはできず。リーもティム・リンスカムらジャイアンツ強力投手陣の前に、第2戦を除く3試合で無安打に封じ込まれた。シーズン終了後にFAとなる。

### オリオールズ時代
2011年1月6日にボルチモア・オリオールズと1年725万ドルで契約。前年のチーム総得点がアメリカンリーグ14球団中13位という少なさだったオリオールズは、リーのほかにもブラディミール・ゲレーロやマーク・レイノルズらを補強して打線の強化を目指した。しかしこの年、リーは前半戦終了時点で70試合に出場しながら打率.235、9本塁打、28打点、OPS.666と低調で、オリオールズもその時点で36勝52敗の東地区最下位だった。

### パイレーツ時代
2011年7月30日、オリオールズがテキサス・レンジャーズからクリス・デービスを獲得すると、同じ一塁手のリーはデービスに押し出される形でピッツバーグ・パイレーツへトレードされることになった。オフにFAに。
2012年は、FAのままどこの球団にも所属しなかった。2013年に現役引退を発表した。

### 引退後
2017年にアメリカ野球殿堂の被投票資格を得たが、1票も得られず、資格を失った。

## プレースタイル
スコット・ローレンやデレク・ジーターらと共に、ベースランニングが上手い選手でもある。

## プロジェクト3000
2006年シーズン終盤に、娘のジャーダがレーバー先天性黒内障を患ったことで失明の危機にあることが判明し、残り13試合を全て欠場した。その後、NBAボストン・セルティックスの共同オーナーを務めるWycliffe Grousbeckらとともに、同病を根絶させるための "プロジェクト3000" という慈善事業を立ち上げた。当時のチームメイトであるマイケル・バレットは50,000ドル+1本塁打につき10,000ドルの寄付を、ライアン・デンプスターも50,000ドル+1セーブにつき1,000ドルの寄付を、それぞれ発表してリーに協力している。

## 詳細情報

### 年度別打撃成績
| 年 度      | 球 団      | 試 合 | 打 席 | 打 数 | 得 点 | 安 打 | 二 塁 打 | 三 塁 打 | 本 塁 打 | 塁 打 | 打 点 | 盗 塁 | 盗 塁 死 | 犠 打 | 犠 飛 | 四 球 | 敬 遠 | 死 球 | 三 振 | 併 殺 打 | 打 率 | 出 塁 率 | 長 打 率 | O P S |
| ---------- | ---------- | ----- | ----- | ----- | ----- | ----- | -------- | -------- | -------- | ----- | ----- | ----- | -------- | ----- | ----- | ----- | ----- | ----- | ----- | -------- | ----- | -------- | -------- | ----- |
| 1997       | SD         | 22    | 63    | 54    | 9     | 14    | 3        | 0        | 1        | 20    | 4     | 0     | 0        | 0     | 0     | 9     | 0     | 0     | 24    | 1        | .259  | .365     | .370     | .735  |
| 1998       | FLA        | 141   | 513   | 454   | 62    | 106   | 29       | 1        | 17       | 188   | 74    | 5     | 2        | 0     | 2     | 47    | 1     | 10    | 120   | 12       | .233  | .318     | .414     | .732  |
| 1999       | FLA        | 70    | 236   | 218   | 21    | 45    | 9        | 1        | 5        | 71    | 20    | 2     | 1        | 0     | 1     | 17    | 1     | 0     | 70    | 3        | .206  | .263     | .326     | .589  |
| 2000       | FLA        | 158   | 546   | 477   | 70    | 134   | 18       | 3        | 28       | 242   | 70    | 0     | 3        | 0     | 2     | 63    | 6     | 4     | 123   | 14       | .281  | .368     | .507     | .875  |
| 2001       | FLA        | 158   | 625   | 561   | 83    | 158   | 37       | 4        | 21       | 266   | 75    | 4     | 2        | 0     | 6     | 50    | 1     | 8     | 126   | 18       | .282  | .346     | .474     | .820  |
| 2002       | FLA        | 162   | 688   | 581   | 95    | 157   | 35       | 7        | 27       | 287   | 86    | 19    | 9        | 0     | 4     | 98    | 8     | 5     | 164   | 14       | .270  | .378     | .494     | .872  |
| 2003       | FLA        | 155   | 643   | 539   | 91    | 146   | 31       | 2        | 31       | 274   | 92    | 21    | 8        | 0     | 6     | 88    | 7     | 10    | 131   | 9        | .271  | .379     | .508     | .887  |
| 2004       | CHC        | 161   | 688   | 605   | 90    | 168   | 39       | 1        | 32       | 305   | 98    | 12    | 5        | 2     | 5     | 68    | 4     | 8     | 128   | 14       | .278  | .356     | .504     | .860  |
| 2005       | CHC        | 158   | 691   | 594   | 120   | 199   | 50       | 3        | 46       | 393   | 107   | 15    | 3        | 0     | 7     | 85    | 23    | 5     | 109   | 12       | .335  | .418     | .662     | 1.080 |
| 2006       | CHC        | 50    | 204   | 175   | 30    | 50    | 9        | 0        | 8        | 83    | 30    | 8     | 4        | 0     | 4     | 25    | 1     | 0     | 41    | 11       | .286  | .368     | .474     | .842  |
| 2007       | CHC        | 150   | 650   | 567   | 91    | 180   | 43       | 1        | 22       | 291   | 82    | 6     | 5        | 0     | 3     | 71    | 8     | 9     | 114   | 15       | .317  | .400     | .513     | .913  |
| 2008       | CHC        | 155   | 698   | 623   | 93    | 181   | 41       | 3        | 20       | 288   | 90    | 8     | 2        | 0     | 4     | 71    | 3     | 0     | 119   | 27       | .291  | .361     | .462     | .823  |
| 2009       | CHC        | 141   | 615   | 532   | 91    | 163   | 36       | 2        | 35       | 308   | 111   | 1     | 0        | 0     | 4     | 76    | 6     | 3     | 109   | 12       | .306  | .393     | .579     | .972  |
| 2010       | CHC        | 109   | 475   | 418   | 63    | 105   | 21       | 0        | 16       | 174   | 56    | 1     | 3        | 0     | 3     | 52    | 1     | 2     | 101   | 16       | .251  | .335     | .416     | .751  |
| 2010       | ATL        | 39    | 151   | 129   | 17    | 37    | 14       | 0        | 3        | 130   | 24    | 0     | 0        | 0     | 1     | 21    | 0     | 0     | 33    | 7        | .287  | .384     | .465     | .849  |
| '10計      | ATL        | 148   | 626   | 547   | 80    | 142   | 35       | 0        | 19       | 234   | 80    | 1     | 3        | 0     | 4     | 73    | 1     | 2     | 134   | 23       | .260  | .347     | .428     | .774  |
| 2011       | BAL        | 85    | 364   | 334   | 39    | 82    | 15       | 1        | 12       | 135   | 41    | 2     | 1        | 0     | 2     | 25    | 2     | 3     | 83    | 13       | .246  | .302     | .404     | .706  |
| 2011       | PIT        | 28    | 113   | 101   | 16    | 34    | 2        | 1        | 7        | 59    | 18    | 0     | 0        | 0     | 1     | 8     | 0     | 3     | 27    | 1        | .337  | .398     | .584     | .982  |
| '11計      | PIT        | 113   | 477   | 435   | 55    | 116   | 17       | 2        | 19       | 194   | 59    | 2     | 1        | 0     | 3     | 33    | 2     | 6     | 110   | 14       | .267  | .325     | .446     | .771  |
| 通算：15年 | 通算：15年 | 1942  | 7963  | 6962  | 1081  | 1959  | 432      | 30       | 331      | 3444  | 1078  | 104   | 48       | 2     | 55    | 874   | 72    | 70    | 1622  | 199      | .281  | .365     | .495     | .859  |

- 各年度の太字はリーグ最高

### WBCでの打撃成績
| 年 度 | 代 表          | 試 合 | 打 席 | 打 数 | 得 点 | 安 打 | 二 塁 打 | 三 塁 打 | 本 塁 打 | 塁 打 | 打 点 | 盗 塁 | 盗 塁 死 | 犠 飛 | 四 球 | 敬 遠 | 死 球 | 三 振 | 併 殺 打 | 打 率 | 出 塁 率 | 長 打 率 |
| ----- | -------------- | ----- | ----- | ----- | ----- | ----- | -------- | -------- | -------- | ----- | ----- | ----- | -------- | ----- | ----- | ----- | ----- | ----- | -------- | ----- | -------- | -------- |
| 2006  | アメリカ合衆国 | 4     | 16    | 14    | 6     | 5     | 1        | 0        | 3        | 15    | 8     | 0     | 0        | 0     | 1     | 0     | 1     | 3     | 1        | .357  | .438     | 1.071    |

### タイトル
- 首位打者 1回：2005年

### 表彰
- シルバースラッガー賞 1回：2005年
- ゴールドグラブ賞 3回：2003年、2005年、2007年
- オールスターゲーム選出 2回：2005年、2007年